# Swingin' on a Harp
Swinging on a Harp è un album discografico dell'arpista statunitense Betty Glamann, pubblicato dalla casa discografica Mercury Records nel 1956.

## Tracce
Lato A
1. Lullaby of Birdland – 2:38 (George Shearing)
2. My Funny Valentine – 3:15 (Richard Rodgers, Lorenz Hart)
3. I Hear Music – 1:50 (Roy Ringuald, Fred Waring)
4. My One and Only Love – 3:28 (Robert Mellin, Guy Wood)
5. Trouble – 2:20 (Rufus Smith)
6. The Lamp Is Low – 2:51 (Maurice Ravel, Bert Shefter, Peter DeRose, Mitchell Parish)

Durata totale: 16:22
Lato B
1. 'S Wonderful – 2:05 (Ira Gershwin, George Gershwin)
2. Someone to Watch Over Me – 2:17 (George Gershwin, Ira Gershwin)
3. Better Luck Next Time – 2:18 (Irving Berlin)
4. Jeepers Creepers – 2:37 (Johnny Mercer, Harry Warren)
5. Betty's Blues – 2:15 (Rufus Smith)
6. Gone with the Wind – 2:30 (Max Steiner)

Durata totale: 14:02

## Musicisti
- Betty Glamann - arpa
- Eddie Costa - vibrafono, celeste
- Barry Galbraith - chitarra
- Rufus Smith - contrabbasso
- Osie Johnson - batteria